# Johann Kleych
Johann Kleych (14. listopadu 1723 Žitava – 17. dubna 1801 tamtéž) byl protestantský teolog, filantrop a pátý pastor v kostele svaté Trojice v exulanty založené obci Neusalza-Spremberg v Horní Lužici.

## Životopis
Narodil se v Žitavě, kde si jeho rodiče, kteří uprchli z Českého království před násilnou rekatolizací, jako našli nový domov. Pravděpodobně se jednalo o rodinu Václava Kleycha. Po dosažení příslušného teologického vzdělání byl Johann Kleych ordinován jako protestantský duchovní.
Když se v roce 1751 (po smrti kazatele Christopha Gottloba Richtera) uvolnila pastorace ve výše zmíněném kostele v Neusalze, hledala drážďanská konzistoř spolu s patronem tohoto kostela (jímž byl Carl Gotthelf Graf von Hoym) vhodného dvojjazyčného kandidáta na uvolněné místo duchovního. Nakonec obě strany pro vedení přeshraniční, německo-české farnosti Neusalza našly řešení v osobě Johanna Kleycha. Během roku 1752 byl Kleych v přítomnosti superintendenta Klötzela uveden do služby. Zde, v letech 1752–1798, pracoval Kleych pro české i německé farníky a byl nejdéle sloužícím (46 let) duchovním v Neusalza-Sprembergu.

## Dílo
- Byl iniciátorem stavby nové kostelní věže. Původní dřevěná hřebenová věžička kostela zchátrala natolik, že musela být v roce 1768 stržena. V těžkém boji s Petrem Augustem von Schönbergem, tehdejším patronem městečka Neusalzy, se Kleychovi nakonec podařilo stavbu prosadit a zajistit její financování. Dne 3. července 1769 byl položen základní kámen věže – včetně zazdění olověné schránky s listinami a zlatými i stříbrnými mincemi z roku 1768. Slavnostně byla věž odhalena při oslavách 100. výročí založení města v roce 1770. Děkovnou řeč při inauguraci věže pronesl tehdejší starosta Carl Gottlob Hohlfeld.

- Finančně podporoval studenty žitavského gymnázia, všechny, kteří nesli jméno Kleych. V případě jejich nepřítomnosti podporoval chudé studenty jiného jména.
- Před svou smrtí odkázal farnosti 100 tolarů. Odkaz byl pravděpodobně použit při stavbě zvonkohry.